# خوک غبغبی سرخ

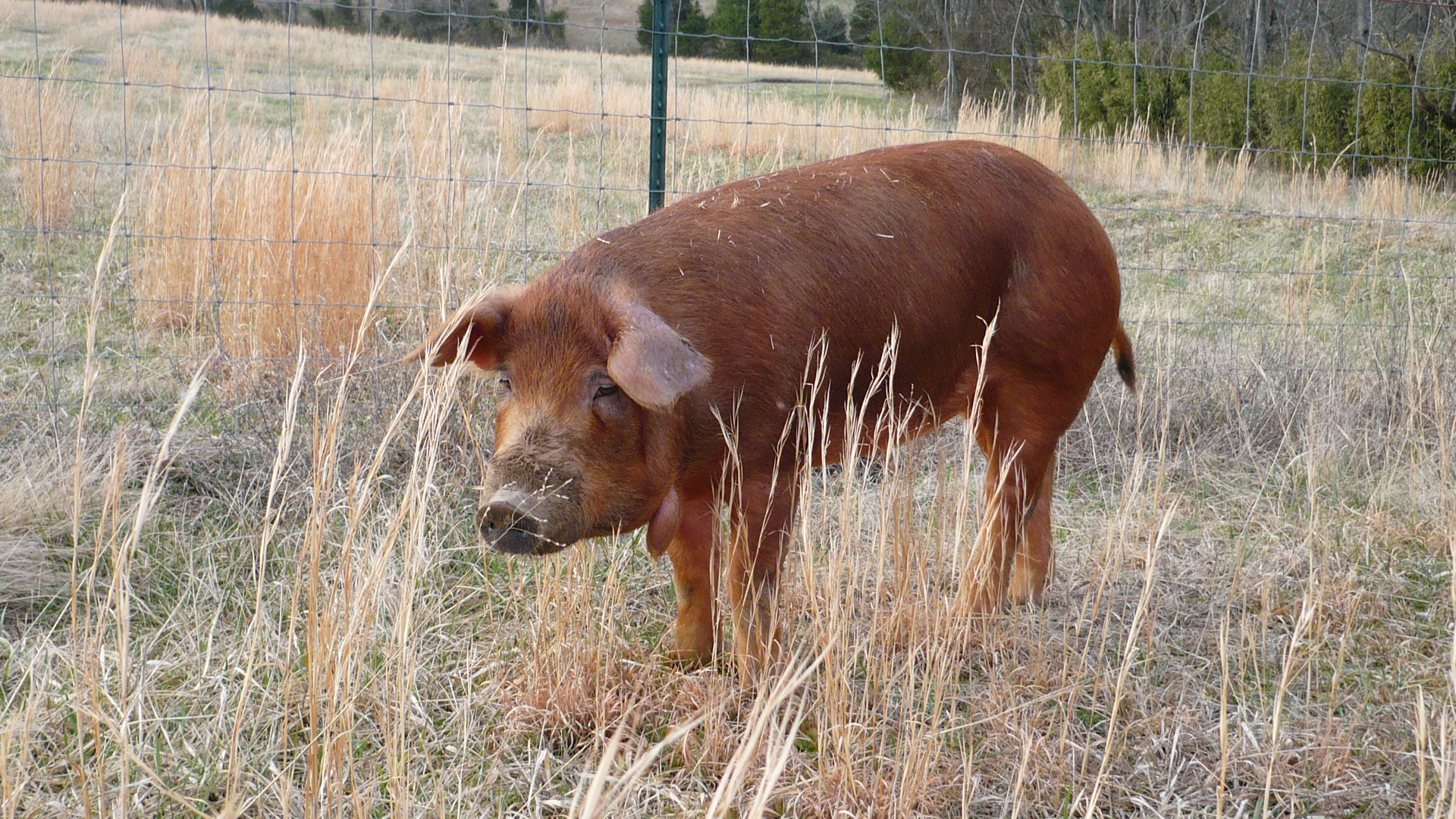
خوک غبغبی سرخ

خوک غبغبی سرخ (به انگلیسی: Red Wattle Hog) یک نژاد خوک اهلی است که خاستگاه آن ایالات متحده آمریکا است. این نام به دلیل رنگ قرمز و غبغب‌های منگوله‌ای متمایزش گرفته شده است و در فهرست تهدیدشده سازمان حفاظت از نژادهای دام آمریکا (ALBC) قرار دارد.